# Плотников, Владимир Александрович (футболист)
Влади́мир Александро́вич Пло́тников (род. 3 апреля 1986, Алма-Ата, Казахская ССР, СССР) — казахстанский футболист, вратарь.

## Карьера

### Клубная
Владимир Плотников является воспитанником алматинского футбола, первый профессиональный контракт подписал в 2007-м году с ФК «Тараз». Оттуда вратарь перешёл в «Алма-Ату», но играл только в рамках Кубка Казахстана (4 матча, 2 пропущенных гола). С 2008 по 2011 годы выступал в командах первой лиги — «Таразе», «Кайрате» и «Цесне». В 2012 году вернулся в Премьер-лигу. За два сезона в «Атырау» сыграл 7 матчей, пропустил 14 мячей.
В 2014 году выступал за талдыкорганский «Жетысу».
Именно успешной игрой за талдыкорганцев Плотников заинтересовал тренерский штаб ФК «Кайрат» и в ноябре 2014 года подписал с клубом трехлетний контракт. За 4 года в «Кайрате» выиграл 4 серебряные медали чемпионата, три Кубка Казахстана и два Суперкубка.

### Сборная
Дебютировал в сборной при Талгате Байсуфинове 29 марта 2016 года в Тбилиси в товарищеском матче со сборной Грузии (1:1). Вышел во втором тайме, заменив Давида Лорию и удержал ворота сухими. А второй матч провёл в сборной под руководством болгарина Станимира Стойлова против сборной Болгарии (1:2) только 26 марта 2018 года.

## Достижения
«Кайрат»
- Серебряный призёр чемпионата Казахстана (4): 2015, 2016, 2017, 2018
- Обладатель Кубка Казахстана (3): 2015, 2017, 2018
- Обладатель Суперкубка Казахстана (2): 2016, 2017